# G3 (Konzerte)
Die Konzertreihe G3 verfolgt nach einer Idee des Rock-Gitarristen Joe Satriani das Konzept: drei Gitarristen spielen eigene Lieder und anschließend drei Coversongs gemeinsam. Bisher war einer der Coversongs jeweils ein Titel von Jimi Hendrix, beispielsweise Foxy Lady, Red House oder Voodoo Child (Slight Return).

## 1996
Im Oktober 1996 tourte Joe Satriani mit Steve Vai und Eric Johnson (plus Kenny Wayne Shepherd bei den ersten Shows) durch die USA. Jeder der drei Gitarristen trat mit namhaften Begleitmusikern auf. Steve Vai wurde von Mike Keneally (Gitarre, Sitar, Keyboards, Percussion), Philip Bynoe (Bass) und Mike Mangini (Schlagzeug) begleitet, Eric Johnson von Stephen Barber (Keyboards), Roscoe Beck (Bass) und Brannen Temple (Schlagzeug) und Satriani selbst durch Stuart Hamm (Bass) und Jeff Campitelli (Schlagzeug).
Dieses Konzert ist seit 1997 auf CD, VHS und DVD erhältlich. Das Programm war wie folgt (ausgehend von der CD/DVD):
I. Joe Satriani:
1. Cool #9
2. Flying in a Blue Dream
3. Summer Song

II. Eric Johnson:
1. Intro Song
2. Manhattan
3. Camel’s Night Out(CD)/S.R.V.(DVD)

III. Steve Vai:
1. Answers
2. For the Love of God
3. The Attitude Song

IV. The G3 Jam - Joe Satriani, Eric Johnson & Steve Vai
1. Going Down
2. My Guitar Wants to Kill Your Mama
3. Red House

## 1997
In diesem Jahr wurde die Tour auf Europa ausgedehnt. Während Joe Satriani in Europa mit Steve Vai und Adrian Legg tourte, waren in Nordamerika Kenny Wayne Shepherd und Robert Fripp in Begleitung.
Steve Vai spielte mit den gleichen Musikern wie im Jahr 1996. Kenny Wayne Shepherd hatte als einziger der drei Noah Hunt als Sänger in Begleitung, weiterhin Jimmy Wallace (Keyboards), Joe Nadeau (Gitarre), Sam Bryant (Schlagzeug) und Robby Emerson (Bass).
Robert Fripp spielte mit seiner eigenen Band, den Frippertronics.
Auch 1997 spielte die ersten Shows in Québec, Michel Cusson als Gastmusiker statt Kenny Wayne Shepherd mit.

## 1998
Die '98er Tour fand nur in Europa mit Satriani, Michael Schenker und Uli Jon Roth statt. Special Guests waren diesmal Brian May in London und Patrick Rondat in Frankreich. Beim Konzert in Hamburg spielten Satriani, Vai und Adrian Legg, der beim abschließenden Jam nicht teilnahm.
Michael Schenkers Bandkollegen waren Seth Bernstein (Gitarre und Keyboards), Shane Gaalaas (Schlagzeug), Jeff Kollman (Bass) sowie David Van Landing und Gary Barden (Gesang).
Mit Uli Jon Roth spielten Liz Vandall (Gesang), Clive Bunker (Schlagzeug), Don Airey (Keyboards) und Francois Garny (Bass).

## 2000
Das Original-Lineup von 1996 trat nochmals für eine Special Show am 21. Oktober in Kuala Lumpur, Malaysia als Teil des Rhythm of Asia-Festivals zusammen.

## 2001
Im Jahr 2001 setzten sich die G3 aus Joe Satriani, Steve Vai und John Petrucci zusammen.
Steve Vais Band waren Billy Sheehan (Bass), Virgil Donati (Schlagzeug), Mike Keneally (Keyboards und Gitarre), Dave Weiner (Gitarre).
John Petruccis Band bestand aus Mike Portnoy (Schlagzeug) und Dave LaRue (Bass).
Special Guests für diese Tour waren:
- Steve Lukather & Paul Gilbert in Los Angeles
- Billy Gibbons in Houston
- Andy Timmons in Ft. Worth
- Eric Johnson in Austin
- Neal Schon in Detroit
- Steve Morse in Orlando

## 2003
Im Jahr 2003 bildeten Joe Satriani, Steve Vai und Yngwie Malmsteen die Headliner im Oktober und November in den USA.
Aufnahmen sind als CD und DVD erhältlich.

## 2004
In diesem Jahr fand im Juni und Juli wieder eine Tour durch Europa statt. Im November und Dezember waren in derselben Besetzung einige Südamerika-Shows, mit folgendem Line-up: Joe Satriani, Steve Vai and Robert Fripp.

## 2005
Joe Satriani spielte zusammen mit Steve Vai und John Petrucci im Mai 2005 einige Shows in Japan. Von diesen Konzerten ist ebenfalls ein Mitschnitt auf CD und DVD erhältlich.

## 2006

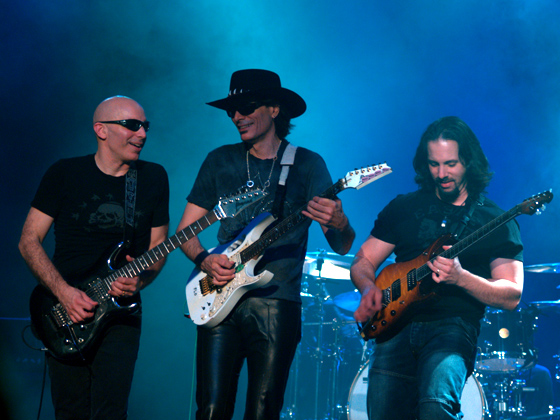
Joe Satriani, Steve Vai und John Petrucci im Regent Theatre, Melbourne, Australien, Dezember 2006.

Ende des Jahres war Joe Satriani wieder zweimal mit G3 unterwegs – zuerst im Oktober in Süd- und Mittelamerika zusammen mit John Petrucci und Eric Johnson, im Dezember mit Steve Vai und wiederum John Petrucci in Australien.

## 2007
Im Jahr 2007 bildeten Joe Satriani, John Petrucci und Paul Gilbert die Besetzung.

## 2012
2012 spielten Satriani und Steve Vai auf der Europatournee mit dem Deep-Purple-Gitarristen Steve Morse (z. B. am 23. Juli 2012 in München). Am 21. Juli 2012 gastierten sie in der Offenbacher Stadthalle.

## 2016
In diesem Jahr treten Satriani und Vai gemeinsam mit The Aristocrats und ihrem Gitarristen Guthrie Govan auf. Sie geben jeweils drei Konzerte in Italien und Deutschland (z. B. auf dem KunstRasen in Bonn).

## 2018
Im Jahr 2018 trat Satriani mit John Petrucci und Uli Jon Roth auf. Darunter viermal in Deutschland. Bei den meisten US-Konzerten war Phil Collen von Def Leppard vertreten.

## 2024
Im Januar und Februar 2024 gab die ursprünglichen G3-Besetzung Joe Satriani mit Steve Vai und Eric Johnson 13 Konzerte.